# Wilhelm Bittrich
Wilhelm Bittrich (Wernigerode, 26 febbraio 1894 – Wolfratshausen, 19 aprile 1979) è stato un generale tedesco delle Waffen-SS durante la seconda guerra mondiale.

## Biografia
Bittrich nacque a Wernigerode nella zona dell'Harz nel 1894, combatté durante la prima guerra mondiale come ufficiale nell'Esercito imperiale tedesco, venendo decorato con la Croce di Ferro di prima e seconda classe; nel 1917 entrò, come volontario, nella Luftstreitkräfte, non compiendo alcuna missione dato che la guerra terminò prima che fosse concluso il suo addestramento. Al termine del conflitto servì nel Freikorps Von Hülsen e nel 1920 nel Reggimento granatieri Großberlin.
Trasferitosi, a partire dal 1923, nel corpo ufficiali dello Reichswehr, venne destinato, in qualità di insegnante, a una scuola di volo operante in Russia, dato che il Trattato di Versailles proibiva questo tipo di arma alla Germania. Entrato nelle SS-Verfügungstruppe (l'unità originale della futura divisione Das Reich) nel 1934, vi rimase fino al 1939, quando venne trasferito alla Leibstandarte-SS Adolf Hitler, all'interno del cui Stato maggiore divisionale partecipò alla campagna di Polonia (1939). Assegnato per alcuni mesi allo SS-Führungshauptamt (Quartiere operativo delle SS) di Berlino, dopo che Felix Steiner assunse il comando della divisione Wiking, Bittrich ottenne il comando del Reggimento Deutschland della divisione Das Reich, al comando del quale partecipò alla Campagna di Francia e alla successiva campagna dei Balcani, culminata con la cattura, da parte della Das Reich, di Belgrado.
Nelle prime fasi dell'operazione Barbarossa, la Das Reich come parte del Panzergruppe Guderian, venne impegnata nell'area di Białystok, a nord di Minsk, e nella conquista delle città di Smolensk e Roslavl'.
Il 19 ottobre 1941, Bittrich, in qualità di SS-Brigadeführer und Generalmajor der Waffen-SS assunse il comando dell'8. SS-Kavallerie-Division der SS Florian Geyer, destinata a essere impegnata nelle retrovie del fronte russo, e alla testa della quale venne decorato con la Croce di Cavaliere della Croce di Ferro. Impegnata nei combattimenti presso Ruza-Volokolamsk e successivamente Ržev-Bogen, nel maggio del 1942 la Florian Geyer riuscì a riconquistare le città di Olenio e Nelidovo.
Nella primavera del 1943 Bittrich venne trasferito in Francia per assumere il comando della nuova divisione corazzata Hohenstaufen, al cui comando, dopo essere stato promosso SS-Gruppenführer (1º maggio 1943), partecipò a pesanti combattimenti sul Fronte Orientale fino all'inizio del 1944, presso Buczacz, nell'area di Kamenez-Podolsk e in una lunga ritirata da Zlotniki a Trembowla.
Ritornato nuovamente in Francia per un periodo di riposo e per l'addestramento delle reclute, Bittrich abbandonò il comando della Hohenstaufen per assumere, nel luglio del 1944, il comando del II. SS-Panzerkorps (che comprendeva la 9. SS-Panzer-Division "Hohenstaufen" e la 10. SS-Panzer-Division "Frundsberg"). Alla testa di questa forza corazzata Bittrich tentò, inutilmente, di fronteggiare la massiccia invasione Alleata; per tutto il luglio e l'agosto del 1944 le due divisioni di Bittrich combatterono tenacemente nell'area di Caen, prima di essere intrappolate con le altre forze tedesche nella sacca di Falaise. Mentre gran parte delle unità della Wehrmacht incominciarono ad arrendersi i soldati delle SS continuarono a combattere: per le sue azioni in Francia Bittrich venne decorato con le Fronde di Quercia della Croce di Cavaliere.
Ritirato nei Paesi Bassi per riprendersi dalle pesanti perdite, il II. SS-Panzerkorps venne immediatamente impegnato dall'attacco aviotrasportato Alleato su Arnhem, Eindhoven e Nimega (Operazione Market Garden): sfortunatamente per gli Alleati Bittrich e i suoi uomini erano pronti ad accoglierli; in effetti parte dei veicoli pesanti delle divisioni erano già stati caricati sui treni per un ulteriore trasferimento, ma vennero rapidamente scaricati e impiegati contro i paracadutisti inglesi e successivamente polacchi, riuscendo, pur con perdite pesantissime, a riconquistare intatto il ponte sul Reno e a costringere alla resa le unità scelte Alleate. Al termine della battaglia il II. SS-Panzerkorps venne ritirato sul confine tedesco-olandese, in previsione di un'azione d'attacco tedesca: la Hohenstaufen e la Frundsberg parteciparono all'offensiva delle Ardenne, tesa a dimostrare agli Alleati che la Germania non era ancora sconfitta.
Gli ultimi mesi di guerra videro Bittrich e i suoi uomini impegnati dapprima sull'alto corso del Reno e alla fine nella difesa di Vienna dall'attacco dei sovietici. In seguito si spostarono in Germania dove si arresero agli americani l'8 maggio 1945.
Il generale morì il 19 aprile 1979 a Wolfratshausen nell'Alta Baviera.